# Europees kampioenschap handbal mannen 2024
Het  Europees kampioenschap handbal mannen  van 2024  was de 16e editie van het Europees kampioenschap handbal mannen. Het toernooi werd gespeeld van 10 januari tot en met 28 januari 2024 in Duitsland. Aan het toernooi deden 24 landen mee.

## Keuze gastland
Op 4 mei 2017 werd bekendgemaakt dat de voorlopige aanmelding om het toernooi te organiserenom bestond uit de volgende kandidaten:
- Tsjechië, Hongarije en Slowakije
- Denemarken en Zwitserland
- Duitsland
- Macedonië
- Litouwen

Nadat de deadline voor het indienen van de definitieve kandidaatstellingen was verstreken, bleven uiteindelijk de volgende kandidaten over:
| Landen                    | Stemmen |
| ------------------------- | ------- |
| Duitsland                 | 27      |
| Denemarken en Zwitserland | 19      |
| Hongarije en Slowakije    | -       |

Daar Hongarije en Slowakije het EK van 2022 kregen toegezen, trokken zij hun kandidatuur voor het EK van 2024 in. Uiteindelijk werd Duitsland op 20 juni 2018 tijdens het 14e EHF congres in Glasgow, met 27 stemmen verkozen tot het gastland voor het EK van 2024.

## Speelsteden
| Düsseldorf         | Keulen             | Berlijn             |
| ------------------ | ------------------ | ------------------- |
| Merkur Spiel-Arena | Lanxess Arena      | Mercedes-Benz Arena |
| Capaciteit: 50.000 | Capaciteit: 19.750 | Capaciteit: 14.800  |
|                    |                    |                     |
| Hamburg            | Mannheim           | München             |
| Barclaycard Arena  | SAP Arena          | Olympiahalle        |
| Capaciteit: 13.300 | Capaciteit: 13.200 | Capaciteit: 12.150  |
|                    |                    |                     |

## Gekwalificeerde teams
| Land                  | Gekwalificeerd als            | Datum van kwalificatie | Aantal deelnames aan vorige toernooien                                                        |
| --------------------- | ----------------------------- | ---------------------- | --------------------------------------------------------------------------------------------- |
| Duitsland             | Gastland                      | 20 juni 2018           | 14 (1994, 1996, 1998, 2000, 2002, 2004, 2006, 2008, 2010, 2012, 2016, 2018, 2020, 2022)       |
| Spanje                | top-3 EK 2022                 | 28 januari 2022        | 15 (1994, 1996, 1998, 2000, 2002, 2004, 2006, 2008, 2010, 2012, 2014, 2016, 2018, 2020, 2022) |
| Zweden                | top-3 EK 2022                 | 28 januari 2022        | 14 (1994, 1996, 1998, 2000, 2002, 2004, 2008, 2010, 2012, 2014, 2016, 2018, 2020, 2022)       |
| Denemarken            | top-3 EK 2022                 | 30 januari 2022        | 14 (1994, 1996, 2000, 2002, 2004, 2006, 2008, 2010, 2012, 2014, 2016, 2018, 2020, 2022)       |
| Oostenrijk            | Europees kwalificatietoernooi | maart/april 2023       | 50 (2010, 2014, 2018, 2020, 2022)                                                             |
| Frankrijk             | Europees kwalificatietoernooi | maart/april 2023       | 15 (1994, 1996, 1998, 2000, 2002, 2004, 2006, 2008, 2010, 2012, 2014, 2016, 2018, 2020, 2022) |
| Hongarije             | Europees kwalificatietoernooi | maart/april 2023       | 13 (1994, 1998, 2000, 2004, 2006, 2008, 2010, 2012, 2014, 2016, 2018, 2020, 2022)             |
| Portugal              | Europees kwalificatietoernooi | maart/april 2023       | 70 (1994 ,2000, 2002, 2004, 2006, 2020, 2022)                                                 |
| Slovenië              | Europees kwalificatietoernooi | maart/april 2023       | 13 (1994, 1996, 2000, 2002, 2004, 2006, 2008, 2010, 2012, 2016, 2018, 2020, 2022)             |
| Kroatië               | Europees kwalificatietoernooi | maart/april 2023       | 15 (1994, 1996, 1998, 2000, 2002, 2004, 2006, 2008, 2010, 2012, 2014, 2016, 2018, 2020, 2022) |
| Noorwegen             | Europees kwalificatietoernooi | maart/april 2023       | 10 (2000, 2006, 2008, 2010, 2012, 2014, 2016, 2018, 2020, 2022)                               |
| Servië                | Europees kwalificatietoernooi | maart/april 2023       | 70 (2010, 2012, 2014, 2016, 2018, 2020, 2022)                                                 |
| IJsland               | Europees kwalificatietoernooi | maart/april 2023       | 12 (2000, 2002, 2004, 2006, 2008, 2010, 2012, 2014, 2016, 2018, 2020, 2022)                   |
| Tsjechië              | Europees kwalificatietoernooi | maart/april 2023       | 11 (1996, 1998, 2002, 2004, 2008, 2010, 2012, 2014, 2018, 2020, 2022)                         |
| Zwitserland           | Europees kwalificatietoernooi | maart/april 2023       | 4 (2002, 2004, 2006, 2020)                                                                    |
| Polen                 | Europees kwalificatietoernooi | maart/april 2023       | 10 (2002, 2004, 2006, 2008, 2010, 2012, 2014, 2016, 2020, 2022)                               |
| Noord-Macedonië       | Europees kwalificatietoernooi | maart/april 2023       | 70 (1998, 2012, 2014, 2016, 2018, 2020, 2022)                                                 |
| Roemenië              | Europees kwalificatietoernooi | maart/april 2023       | 20 (1994, 1996)                                                                               |
| Nederland             | Europees kwalificatietoernooi | maart/april 2023       | 20 (2020, 2022)                                                                               |
| Bosnië en Herzegovina | Europees kwalificatietoernooi | maart/april 2023       | 20 (2020, 2022)                                                                               |
| Montenegro            | Europees kwalificatietoernooi | maart/april 2023       | 60 (2008, 2014, 2016, 2018, 2020, 2022)                                                       |
| Faeröer               | Europees kwalificatietoernooi | maart/april 2023       | 0 debuut                                                                                      |
| Griekenland           | Europees kwalificatietoernooi | maart/april 2023       | 0 debuut                                                                                      |
| Georgië               | Europees kwalificatietoernooi | maart/april 2023       | 0 debuut                                                                                      |

Opmerking: Vetgedrukt jaartal geeft de kampioen van dat jaar aan. Cursief geeft het gastland voor dat jaar aan. 

## Groepsfase
Alle tijden zijn lokaal (UTC+1)

### Groep A
| Pos | Team            | Wed | W | G | V | Ptn | DV | DT  | +/− | Kwalificatie |
| --- | --------------- | --- | - | - | - | --- | -- | --- | --- | ------------ |
| 1   | Frankrijk       | 3   | 2 | 1 | 0 | 5   | 98 | 85  | +13 | Hoofdronde   |
| 2   | Duitsland       | 3   | 2 | 0 | 1 | 4   | 91 | 72  | +19 | Hoofdronde   |
| 3   | Noord-Macedonië | 3   | 1 | 0 | 2 | 2   | 83 | 100 | −17 |              |
| 4   | Zwitserland     | 3   | 0 | 1 | 2 | 1   | 67 | 82  | −15 |              |

| 10 januari 2024 18:00 | Frankrijk | 39–29   | Noord-Macedonië | Merkur Spiel-Arena, Düsseldorf Toeschouwers: 53.586 Scheidsrechters: Kurtagic, Wetterwik (SWE) |
| 10 januari 2024 18:00 | Descat 7  | (17–13) | Peševski 7      | Merkur Spiel-Arena, Düsseldorf Toeschouwers: 53.586 Scheidsrechters: Kurtagic, Wetterwik (SWE) |
| 10 januari 2024 18:00 | verslag   |         |                 | Merkur Spiel-Arena, Düsseldorf Toeschouwers: 53.586 Scheidsrechters: Kurtagic, Wetterwik (SWE) |

| 10 januari 2024 20:45 | Duitsland | 27–14   | Zwitserland | Merkur Spiel-Arena, Düsseldorf Toeschouwers: 53.586 Scheidsrechters: Hansen, Madsen (DEN) |
| 10 januari 2024 20:45 | Knorr 6   | (13–8)  | Rubin 4     | Merkur Spiel-Arena, Düsseldorf Toeschouwers: 53.586 Scheidsrechters: Hansen, Madsen (DEN) |
| 10 januari 2024 20:45 | 1× 2×     | verslag | 1× 3×       | Merkur Spiel-Arena, Düsseldorf Toeschouwers: 53.586 Scheidsrechters: Hansen, Madsen (DEN) |

| 14 januari 2024 18:00 | Zwitserland | 26–26   | Frankrijk | Mercedes-Benz Arena, Berlijn Toeschouwers: 13,571 Scheidsrechters: A. Konjičanin, D. Konjičanin (BIH) |
| 14 januari 2024 18:00 | Laube 9     | (14–14) | Mem 7     | Mercedes-Benz Arena, Berlijn Toeschouwers: 13,571 Scheidsrechters: A. Konjičanin, D. Konjičanin (BIH) |
| 14 januari 2024 18:00 | 1× 3×       | verslag | 1× 2×     | Mercedes-Benz Arena, Berlijn Toeschouwers: 13,571 Scheidsrechters: A. Konjičanin, D. Konjičanin (BIH) |

| 14 januari 2024 20:30 | Noord-Macedonië | 25–34   | Duitsland | Mercedes-Benz Arena, Berlijn Toeschouwers: 13,571 Scheidsrechters: D. Martins, R. Martins (POR) |
| 14 januari 2024 20:30 | Kosteski 6      | (13–18) | Knorr 10  | Mercedes-Benz Arena, Berlijn Toeschouwers: 13,571 Scheidsrechters: D. Martins, R. Martins (POR) |
| 14 januari 2024 20:30 | 5×              | verslag | 1×        | Mercedes-Benz Arena, Berlijn Toeschouwers: 13,571 Scheidsrechters: D. Martins, R. Martins (POR) |

| 16 januari 2024 18:00 | Noord-Macedonië   | 29–27   | Zwitserland | Mercedes-Benz Arena, Berlijn Toeschouwers: 13.571 Scheidsrechters: I. Covalciuc, A. Covalciuc (MDA) |
| 16 januari 2024 18:00 | Kosteski, Mitev 5 | (13–9)  | Schmid 12   | Mercedes-Benz Arena, Berlijn Toeschouwers: 13.571 Scheidsrechters: I. Covalciuc, A. Covalciuc (MDA) |
| 16 januari 2024 18:00 | 1× 2×             | verslag | 1×          | Mercedes-Benz Arena, Berlijn Toeschouwers: 13.571 Scheidsrechters: I. Covalciuc, A. Covalciuc (MDA) |

| 16 januari 2024 20:30 | Frankrijk   | 33–30   | Duitsland | Mercedes-Benz Arena, Berlijn Toeschouwers: 13,571 Scheidsrechters: Horáček, Novotný (CZE) |
| 16 januari 2024 20:30 | Mahé, Mem 5 | (17–15) | Knorr 8   | Mercedes-Benz Arena, Berlijn Toeschouwers: 13,571 Scheidsrechters: Horáček, Novotný (CZE) |
| 16 januari 2024 20:30 | 2×          | verslag | 1× 2×     | Mercedes-Benz Arena, Berlijn Toeschouwers: 13,571 Scheidsrechters: Horáček, Novotný (CZE) |

### Groep B
| Pos | Team       | Wed | W | G | V | Ptn | DV | DT | +/− | Kwalificatie |
| --- | ---------- | --- | - | - | - | --- | -- | -- | --- | ------------ |
| 1   | Kroatië    | 3   | 2 | 1 | 0 | 5   | 98 | 82 | +16 | Hoofdronde   |
| 2   | Oostenrijk | 3   | 1 | 2 | 0 | 4   | 92 | 85 | +7  | Hoofdronde   |
| 3   | Spanje     | 3   | 1 | 1 | 1 | 3   | 98 | 96 | +2  |              |
| 4   | Roemenië   | 3   | 0 | 0 | 3 | 0   | 73 | 98 | −25 |              |

| 12 januari 2024 18:00 | Oostenrijk | 31–24   | Roemenië   | SAP Arena, Mannheim Toeschouwers: 13,293 Scheidsrechters: Jørum, Kleven (NOR) |
| 12 januari 2024 18:00 | Frimmel 6  | (15–14) | Grigoraș 6 | SAP Arena, Mannheim Toeschouwers: 13,293 Scheidsrechters: Jørum, Kleven (NOR) |
| 12 januari 2024 18:00 | 2×         | verslag | 1× 3× 2×   | SAP Arena, Mannheim Toeschouwers: 13,293 Scheidsrechters: Jørum, Kleven (NOR) |

| 12 januari 2024 20:30 | Spanje  | 29–39   | Kroatië                | SAP Arena, Mannheim Toeschouwers: 13,293 Scheidsrechters: Horáček, Novotný (CZE) |
| 12 januari 2024 20:30 | Gómez 8 | (14–18) | Martinović, Šoštarič 8 | SAP Arena, Mannheim Toeschouwers: 13,293 Scheidsrechters: Horáček, Novotný (CZE) |
| 12 januari 2024 20:30 | 1×      | verslag | 2×                     | SAP Arena, Mannheim Toeschouwers: 13,293 Scheidsrechters: Horáček, Novotný (CZE) |

| 14 januari 2024 18:00 | Roemenië       | 24–36   | Spanje  | SAP Arena, Mannheim Toeschouwers: 13.293 Scheidsrechters: Lah, Sok (SLO) |
| 14 januari 2024 18:00 | Dedu, Nistor 4 | (12–17) | Gómez 8 | SAP Arena, Mannheim Toeschouwers: 13.293 Scheidsrechters: Lah, Sok (SLO) |
| 14 januari 2024 18:00 | 1× 2×          | verslag | 1×      | SAP Arena, Mannheim Toeschouwers: 13.293 Scheidsrechters: Lah, Sok (SLO) |

| 14 januari 2024 20:30 | Kroatië    | 28–28   | Oostenrijk | SAP Arena, Mannheim Toeschouwers: 13.293 Scheidsrechters: Madsen, Hansen (DEN) |
| 14 januari 2024 20:30 | Šoštarič 6 | (14–12) | Bilyk 7    | SAP Arena, Mannheim Toeschouwers: 13.293 Scheidsrechters: Madsen, Hansen (DEN) |
| 14 januari 2024 20:30 | 3×         | verslag | 1× 4×      | SAP Arena, Mannheim Toeschouwers: 13.293 Scheidsrechters: Madsen, Hansen (DEN) |

| 16 januari 2024 18:00 | Kroatië   | 31–25   | Roemenië | SAP Arena, Mannheim Toeschouwers: 13.293 Scheidsrechters: A. Konjičanin, D. Konjičanin (BIH) |
| 16 januari 2024 18:00 | Klarica 7 | (16–12) | Negru 9  | SAP Arena, Mannheim Toeschouwers: 13.293 Scheidsrechters: A. Konjičanin, D. Konjičanin (BIH) |
| 16 januari 2024 18:00 | 4× 1×     | verslag | 1× 5×    | SAP Arena, Mannheim Toeschouwers: 13.293 Scheidsrechters: A. Konjičanin, D. Konjičanin (BIH) |

| 16 januari 2024 20:30 | Spanje   | 33–33   | Oostenrijk | SAP Arena, Mannheim Toeschouwers: 13.293 Scheidsrechters: Mažeika, Gatelis (LTU) |
| 16 januari 2024 20:30 | Gómez 8  | (15–17) | Bilyk 8    | SAP Arena, Mannheim Toeschouwers: 13.293 Scheidsrechters: Mažeika, Gatelis (LTU) |
| 16 januari 2024 20:30 | 1× 4× 1× | verslag | 1× 4×      | SAP Arena, Mannheim Toeschouwers: 13.293 Scheidsrechters: Mažeika, Gatelis (LTU) |

### Groep C
| Pos | Team       | Wed | W | G | V | Ptn | DV | DT | +/− | Kwalificatie |
| --- | ---------- | --- | - | - | - | --- | -- | -- | --- | ------------ |
| 1   | Hongarije  | 3   | 3 | 0 | 0 | 6   | 87 | 76 | +11 | Hoofdronde   |
| 2   | IJsland    | 3   | 1 | 1 | 1 | 3   | 83 | 90 | −7  | Hoofdronde   |
| 3   | Montenegro | 3   | 1 | 0 | 2 | 2   | 84 | 86 | −2  |              |
| 4   | Servië     | 3   | 0 | 1 | 2 | 1   | 83 | 85 | −2  |              |

| 12 januari 2024 18:00 | IJsland   | 27–27   | Servië       | Olympiahalle, München Toeschouwers: 12.128 Scheidsrechters: D. Martins, R. Martins (POR) |
| 12 januari 2024 18:00 | Elísson 7 | (11–10) | Pechmalbec 5 | Olympiahalle, München Toeschouwers: 12.128 Scheidsrechters: D. Martins, R. Martins (POR) |
| 12 januari 2024 18:00 | 1×        | verslag | 5× 1×        | Olympiahalle, München Toeschouwers: 12.128 Scheidsrechters: D. Martins, R. Martins (POR) |

| 12 januari 2024 20:30 | Hongarije | 26–24   | Montenegro            | Olympiahalle, München Toeschouwers: 12.128 Scheidsrechters: I. Covalciuc, A. Covalciuc (MDA) |
| 12 januari 2024 20:30 | Bánhidi 6 | (14–14) | Borozan, Dragašević 6 | Olympiahalle, München Toeschouwers: 12.128 Scheidsrechters: I. Covalciuc, A. Covalciuc (MDA) |
| 12 januari 2024 20:30 | 7×        | verslag | 7× 1×                 | Olympiahalle, München Toeschouwers: 12.128 Scheidsrechters: I. Covalciuc, A. Covalciuc (MDA) |

| 14 januari 2024 18:00 | Montenegro | 30–31   | IJsland     | Olympiahalle, München Toeschouwers: 12.128 Scheidsrechters: Mažeika, Gatelis (LTU) |
| 14 januari 2024 18:00 | Borozan 5  | (15–17) | Magnússon 7 | Olympiahalle, München Toeschouwers: 12.128 Scheidsrechters: Mažeika, Gatelis (LTU) |
| 14 januari 2024 18:00 | 1× 6×      | verslag | 4×          | Olympiahalle, München Toeschouwers: 12.128 Scheidsrechters: Mažeika, Gatelis (LTU) |

| 14 januari 2024 20:30 | Servië              | 27–28   | Hongarije | Olympiahalle, München Toeschouwers: 12.128 Scheidsrechters: Jørum, Kleven (NOR) |
| 14 januari 2024 20:30 | N. Ilić, Vorkapić 5 | (13–14) | Bánhidi 9 | Olympiahalle, München Toeschouwers: 12.128 Scheidsrechters: Jørum, Kleven (NOR) |
| 14 januari 2024 20:30 | 6×                  | verslag | 4×        | Olympiahalle, München Toeschouwers: 12.128 Scheidsrechters: Jørum, Kleven (NOR) |

| 16 januari 2024 18:00 | Servië  | 29–30   | Montenegro   | Olympiahalle, München Toeschouwers: 12.128 Scheidsrechters: Kurtagic, Wetterwik (SWE) |
| 16 januari 2024 18:00 | Kukić 7 | (14–15) | B. Vujović 8 | Olympiahalle, München Toeschouwers: 12.128 Scheidsrechters: Kurtagic, Wetterwik (SWE) |
| 16 januari 2024 18:00 | 4×      | verslag | 4× 1×        | Olympiahalle, München Toeschouwers: 12.128 Scheidsrechters: Kurtagic, Wetterwik (SWE) |

| 16 januari 2024 20:30 | IJsland           | 25–33   | Hongarije       | Olympiahalle, München Toeschouwers: 12.128 Scheidsrechters: Lah, Sok (SLO) |
| 16 januari 2024 20:30 | V. Kristjánsson 8 | (13–15) | Hanusz, Szita 5 | Olympiahalle, München Toeschouwers: 12.128 Scheidsrechters: Lah, Sok (SLO) |
| 16 januari 2024 20:30 | 4×                | verslag | 5× 1×           | Olympiahalle, München Toeschouwers: 12.128 Scheidsrechters: Lah, Sok (SLO) |

### Groep D
| Pos | Team      | Wed | W | G | V | Ptn | DV | DT | +/− | Kwalificatie |
| --- | --------- | --- | - | - | - | --- | -- | -- | --- | ------------ |
| 1   | Slovenië  | 3   | 3 | 0 | 0 | 6   | 92 | 81 | +11 | Hoofdronde   |
| 2   | Noorwegen | 3   | 1 | 1 | 1 | 3   | 85 | 75 | +10 | Hoofdronde   |
| 3   | Polen     | 3   | 1 | 0 | 2 | 2   | 78 | 92 | −14 |              |
| 4   | Faeröer   | 3   | 0 | 1 | 2 | 1   | 83 | 90 | −7  |              |

| 11 januari 2024 18:00 | Slovenië | 32–29   | Faeröer                       | Mercedes-Benz Arena, Berlijn Toeschouwers: 11.625 Scheidsrechters: Schulze, Tönnies (GER) |
| 11 januari 2024 18:00 | Vlah 8   | (13–13) | Á Skipagøtu, West av Teigum 9 | Mercedes-Benz Arena, Berlijn Toeschouwers: 11.625 Scheidsrechters: Schulze, Tönnies (GER) |
| 11 januari 2024 18:00 | 2× 5×    | verslag | 1× 3×                         | Mercedes-Benz Arena, Berlijn Toeschouwers: 11.625 Scheidsrechters: Schulze, Tönnies (GER) |

| 11 januari 2024 20:30 | Noorwegen | 32–21   | Polen   | Mercedes-Benz Arena, Berlijn Toeschouwers: 11.625 Scheidsrechters: Pavićević, Ražnatović (MNE) |
| 11 januari 2024 20:30 | Sagosen 6 | (15–10) | Sićko 5 | Mercedes-Benz Arena, Berlijn Toeschouwers: 11.625 Scheidsrechters: Pavićević, Ražnatović (MNE) |
| 11 januari 2024 20:30 | 1×        | verslag | 4× 1×   | Mercedes-Benz Arena, Berlijn Toeschouwers: 11.625 Scheidsrechters: Pavićević, Ražnatović (MNE) |

| 13 januari 2024 18:00 | Polen          | 25–32   | Slovenië | Mercedes-Benz Arena, Berlijn Toeschouwers: 13.571 Scheidsrechters: Nikolov, Nachevski (MKD) |
| 13 januari 2024 18:00 | drie spelers 4 | (14–20) | Marguč 6 | Mercedes-Benz Arena, Berlijn Toeschouwers: 13.571 Scheidsrechters: Nikolov, Nachevski (MKD) |
| 13 januari 2024 18:00 | 1×             | verslag | 1× 3×    | Mercedes-Benz Arena, Berlijn Toeschouwers: 13.571 Scheidsrechters: Nikolov, Nachevski (MKD) |

| 13 januari 2024 20:30 | Faeröer                     | 26–26   | Noorwegen | Mercedes-Benz Arena, Berlijn Toeschouwers: 13.571 Scheidsrechters: Brunner, Salah (SUI) |
| 13 januari 2024 20:30 | E. Á Skipagøtu, Rasmussen 5 | (12–13) | Blonz 8   | Mercedes-Benz Arena, Berlijn Toeschouwers: 13.571 Scheidsrechters: Brunner, Salah (SUI) |
| 13 januari 2024 20:30 | 2× 6×                       | verslag | 1× 5× 1×  | Mercedes-Benz Arena, Berlijn Toeschouwers: 13.571 Scheidsrechters: Brunner, Salah (SUI) |

| 15 januari 2024 18:00 | Polen    | 32–28   | Faeröer           | Mercedes-Benz Arena, Berlijn Toeschouwers: 13.321 Scheidsrechters: Marín, García (ESP) |
| 15 januari 2024 18:00 | Sićko 10 | (15–15) | West Av Teigum 10 | Mercedes-Benz Arena, Berlijn Toeschouwers: 13.321 Scheidsrechters: Marín, García (ESP) |
| 15 januari 2024 18:00 | 2× 7×    | verslag | 5×                | Mercedes-Benz Arena, Berlijn Toeschouwers: 13.321 Scheidsrechters: Marín, García (ESP) |

| 15 januari 2024 20:30 | Noorwegen | 27–28   | Slovenië | Mercedes-Benz Arena, Berlijn Toeschouwers: 13.336 Scheidsrechters: C. Bonaventura, J. Bonaventura (FRA) |
| 15 januari 2024 20:30 | Sagosen 6 | (17–17) | Vlah 7   | Mercedes-Benz Arena, Berlijn Toeschouwers: 13.336 Scheidsrechters: C. Bonaventura, J. Bonaventura (FRA) |
| 15 januari 2024 20:30 | 3×        | verslag | 2× 9×    | Mercedes-Benz Arena, Berlijn Toeschouwers: 13.336 Scheidsrechters: C. Bonaventura, J. Bonaventura (FRA) |

### Groep E
| Pos | Team                  | Wed | W | G | V | Ptn | DV  | DT | +/− | Kwalificatie |
| --- | --------------------- | --- | - | - | - | --- | --- | -- | --- | ------------ |
| 1   | Zweden                | 3   | 3 | 0 | 0 | 6   | 100 | 74 | +26 | Hoofdronde   |
| 2   | Nederland             | 3   | 2 | 0 | 1 | 4   | 98  | 78 | +20 | Hoofdronde   |
| 3   | Georgië               | 3   | 1 | 0 | 2 | 2   | 77  | 95 | −18 |              |
| 4   | Bosnië en Herzegovina | 3   | 0 | 0 | 3 | 0   | 59  | 87 | −28 |              |

| 11 januari 2024 18:00 | Nederland            | 34–29   | Georgië         | SAP Arena, Mannheim Toeschouwers: 10.878 Scheidsrechters: Marín, García (ESP) |
| 11 januari 2024 18:00 | Baijens, Ten Velde 6 | (19–12) | Tskhovrebadze 9 | SAP Arena, Mannheim Toeschouwers: 10.878 Scheidsrechters: Marín, García (ESP) |
| 11 januari 2024 18:00 | 1× 5×                | verslag | 4×              | SAP Arena, Mannheim Toeschouwers: 10.878 Scheidsrechters: Marín, García (ESP) |

| 11 januari 2024 20:30 | Zweden  | 29–20   | Bosnië en Herzegovina | SAP Arena, Mannheim Toeschouwers: 10.903 Scheidsrechters: Merz, Kuttler (GER) |
| 11 januari 2024 20:30 | Wanne 9 | (14–7)  | Faljić 4              | SAP Arena, Mannheim Toeschouwers: 10.903 Scheidsrechters: Merz, Kuttler (GER) |
| 11 januari 2024 20:30 | 2×      | verslag | 1×                    | SAP Arena, Mannheim Toeschouwers: 10.903 Scheidsrechters: Merz, Kuttler (GER) |

| 13 januari 2024 18:00 | Bosnië en Herzegovina | 20–36   | Nederland   | SAP Arena, Mannheim Toeschouwers: 13.293 Scheidsrechters: Elíasson, Pálsson (ISL) |
| 13 januari 2024 18:00 | Davidovic 4           | (7–17)  | Ten Velde 9 | SAP Arena, Mannheim Toeschouwers: 13.293 Scheidsrechters: Elíasson, Pálsson (ISL) |
| 13 januari 2024 18:00 | 6×                    | verslag | 1× 4×       | SAP Arena, Mannheim Toeschouwers: 13.293 Scheidsrechters: Elíasson, Pálsson (ISL) |

| 13 januari 2024 20:30 | Georgië        | 26–42   | Zweden     | SAP Arena, Mannheim Toeschouwers: 13.293 Scheidsrechters: Pavićević, Ražnatović (MNE) |
| 13 januari 2024 20:30 | Arsenashvili 6 | (9–23)  | Karlsson 7 | SAP Arena, Mannheim Toeschouwers: 13.293 Scheidsrechters: Pavićević, Ražnatović (MNE) |
| 13 januari 2024 20:30 | 2×             | verslag | 2×         | SAP Arena, Mannheim Toeschouwers: 13.293 Scheidsrechters: Pavićević, Ražnatović (MNE) |

| 15 januari 2024 18:00 | Bosnië en Herzegovina | 19–22   | Georgië         | SAP Arena, Mannheim Toeschouwers: 13.196 Scheidsrechters: K. Gasmi, R. Gasmi (FRA) |
| 15 januari 2024 18:00 | Panić 7               | (9–9)   | Tskhovrebadze 7 | SAP Arena, Mannheim Toeschouwers: 13.196 Scheidsrechters: K. Gasmi, R. Gasmi (FRA) |
| 15 januari 2024 18:00 | 2× 1×                 | verslag | 1×              | SAP Arena, Mannheim Toeschouwers: 13.196 Scheidsrechters: K. Gasmi, R. Gasmi (FRA) |

| 15 januari 2024 20:30 | Zweden         | 29–28   | Nederland | SAP Arena, Mannheim Toeschouwers: 13.203 Scheidsrechters: Nikolov, Nachevski (MKD) |
| 15 januari 2024 20:30 | Claar, Wanne 5 | (15–15) | Steins 6  | SAP Arena, Mannheim Toeschouwers: 13.203 Scheidsrechters: Nikolov, Nachevski (MKD) |
| 15 januari 2024 20:30 | 4×             | verslag | 1× 2×     | SAP Arena, Mannheim Toeschouwers: 13.203 Scheidsrechters: Nikolov, Nachevski (MKD) |

### Groep F
| Pos | Team        | Wed | W | G | V | Ptn | DV  | DT  | +/− | Kwalificatie |
| --- | ----------- | --- | - | - | - | --- | --- | --- | --- | ------------ |
| 1   | Denemarken  | 3   | 3 | 0 | 0 | 6   | 100 | 69  | +31 | Hoofdronde   |
| 2   | Portugal    | 3   | 2 | 0 | 1 | 4   | 88  | 88  | 0   | Hoofdronde   |
| 3   | Tsjechië    | 3   | 1 | 0 | 2 | 2   | 70  | 73  | −3  |              |
| 4   | Griekenland | 3   | 0 | 0 | 3 | 0   | 72  | 100 | −28 |              |

| 11 januari 2024 18:00 | Portugal   | 31–24   | Griekenland    | Olympiahalle, München Toeschouwers: 11.607 Scheidsrechters: C. Bonaventura, J. Bonaventura (FRA) |
| 11 januari 2024 18:00 | F. Costa 6 | (18–14) | drie spelers 5 | Olympiahalle, München Toeschouwers: 11.607 Scheidsrechters: C. Bonaventura, J. Bonaventura (FRA) |
| 11 januari 2024 18:00 | 2×         | verslag | 1× 2×          | Olympiahalle, München Toeschouwers: 11.607 Scheidsrechters: C. Bonaventura, J. Bonaventura (FRA) |

| 11 januari 2024 20:30 | Denemarken  | 23–14   | Tsjechië | Olympiahalle, München Toeschouwers: 11.615 Scheidsrechters: K. Gasmi, R. Gasmi (FRA) |
| 11 januari 2024 20:30 | M. Hansen 5 | (9–9)   | Patzel 4 | Olympiahalle, München Toeschouwers: 11.615 Scheidsrechters: K. Gasmi, R. Gasmi (FRA) |
| 11 januari 2024 20:30 | 1× 3×       | verslag | 3×       | Olympiahalle, München Toeschouwers: 11.615 Scheidsrechters: K. Gasmi, R. Gasmi (FRA) |

| 13 januari 2024 18:00 | Tsjechië | 27–30   | Portugal    | Olympiahalle, München Toeschouwers: 12.128 Scheidsrechters: Schulze, Tönnies (GER) |
| 13 januari 2024 18:00 | Klíma 8  | (7–13)  | M. Costa 11 | Olympiahalle, München Toeschouwers: 12.128 Scheidsrechters: Schulze, Tönnies (GER) |
| 13 januari 2024 18:00 | 2× 1×    | verslag | 7×          | Olympiahalle, München Toeschouwers: 12.128 Scheidsrechters: Schulze, Tönnies (GER) |

| 13 januari 2024 20:30 | Georgië           | 28–40   | Denemarken  | Olympiahalle, München Toeschouwers: 12.128 Scheidsrechters: Merz, Kuttler (GER) |
| 13 januari 2024 20:30 | Boskos, Kederis 4 | (13–20) | Damgaard 10 | Olympiahalle, München Toeschouwers: 12.128 Scheidsrechters: Merz, Kuttler (GER) |
| 13 januari 2024 20:30 | 5×                | verslag | 2×          | Olympiahalle, München Toeschouwers: 12.128 Scheidsrechters: Merz, Kuttler (GER) |

| 15 januari 2024 18:00 | Tsjechië | 29–20   | Griekenland | Olympiahalle, München Toeschouwers: 12.128 Scheidsrechters: Eliasson, Palsson (ISL) |
| 15 januari 2024 18:00 | Sterba 7 | (15–8)  | Kederis 5   | Olympiahalle, München Toeschouwers: 12.128 Scheidsrechters: Eliasson, Palsson (ISL) |
| 15 januari 2024 18:00 | 2×       | verslag | 5×          | Olympiahalle, München Toeschouwers: 12.128 Scheidsrechters: Eliasson, Palsson (ISL) |

| 15 januari 2024 20:30 | Denemarken | 37–27   | Portugal   | Olympiahalle, München Toeschouwers: 12.128 Scheidsrechters: Brunner, Salah (SUI) |
| 15 januari 2024 20:30 | Gidsel 11  | (17–15) | M. Costa 9 | Olympiahalle, München Toeschouwers: 12.128 Scheidsrechters: Brunner, Salah (SUI) |
| 15 januari 2024 20:30 | 1× 2×      | verslag | 1× 5×      | Olympiahalle, München Toeschouwers: 12.128 Scheidsrechters: Brunner, Salah (SUI) |

## Hoofdronde

### Groep I
| Pos | Team       | Wed | W | G | V | Ptn | DV  | DT  | +/− | Kwalificatie              |
| --- | ---------- | --- | - | - | - | --- | --- | --- | --- | ------------------------- |
| 1   | Frankrijk  | 5   | 5 | 0 | 0 | 10  | 174 | 154 | +20 | Halve finales             |
| 2   | Duitsland  | 5   | 2 | 1 | 2 | 5   | 137 | 137 | 0   | Halve finales             |
| 3   | Hongarije  | 5   | 2 | 0 | 3 | 4   | 151 | 151 | 0   | Wedstrijd om de 5e plaats |
| 4   | Oostenrijk | 5   | 1 | 2 | 2 | 4   | 132 | 138 | −6  |                           |
| 5   | IJsland    | 5   | 2 | 0 | 3 | 4   | 142 | 152 | −10 |                           |
| 6   | Kroatië    | 5   | 1 | 1 | 3 | 3   | 146 | 150 | −4  |                           |

| 18 januari 2024 15:30 | Hongarije      | 29–30   | Oostenrijk | Lanxess Arena, Keulen Toeschouwers: 19.750 Scheidsrechters: D. Martins, R. Martins (POR) |
| 18 januari 2024 15:30 | vier spelers 4 | (17–17) | Bilyk 8    | Lanxess Arena, Keulen Toeschouwers: 19.750 Scheidsrechters: D. Martins, R. Martins (POR) |
| 18 januari 2024 15:30 | 2×             | verslag | 1× 4×      | Lanxess Arena, Keulen Toeschouwers: 19.750 Scheidsrechters: D. Martins, R. Martins (POR) |

| 18 januari 2024 18:00 | Frankrijk | 34–32   | Kroatië | Lanxess Arena, Keulen Toeschouwers: 19.750 Scheidsrechters: Jørum, Kleven (NOR) |
| 18 januari 2024 18:00 | Mem 6     | (18–18) | Srna 6  | Lanxess Arena, Keulen Toeschouwers: 19.750 Scheidsrechters: Jørum, Kleven (NOR) |
| 18 januari 2024 18:00 | 5× 1×     | verslag | 1× 5×   | Lanxess Arena, Keulen Toeschouwers: 19.750 Scheidsrechters: Jørum, Kleven (NOR) |

| 18 januari 2024 20:30 | Duitsland | 26–24   | IJsland    | Lanxess Arena, Keulen Toeschouwers: 19.750 Scheidsrechters: Nikolov, Nachevski (MKD) |
| 18 januari 2024 20:30 | Knorr 6   | (11–10) | Smárason 6 | Lanxess Arena, Keulen Toeschouwers: 19.750 Scheidsrechters: Nikolov, Nachevski (MKD) |
| 18 januari 2024 20:30 | 1× 2×     | verslag | 2×         | Lanxess Arena, Keulen Toeschouwers: 19.750 Scheidsrechters: Nikolov, Nachevski (MKD) |

| 20 januari 2024 15:30 | Frankrijk              | 39–32   | IJsland        | Lanxess Arena, Keulen Toeschouwers: 19.750 Scheidsrechters: Madsen, Hansen (DEN) |
| 20 januari 2024 15:30 | Fabregas, Richardson 6 | (17–14) | drie spelers 6 | Lanxess Arena, Keulen Toeschouwers: 19.750 Scheidsrechters: Madsen, Hansen (DEN) |
| 20 januari 2024 15:30 | 4×                     | verslag | 1× 3×          | Lanxess Arena, Keulen Toeschouwers: 19.750 Scheidsrechters: Madsen, Hansen (DEN) |

| 20 januari 2024 18:00 | Hongarije | 29–26   | Kroatië         | Lanxess Arena, Keulen Toeschouwers: 19.750 Scheidsrechters: Lah, Sok (SLO) |
| 20 januari 2024 18:00 | Imre 7    | (14–13) | Glavaš, Lučin 5 | Lanxess Arena, Keulen Toeschouwers: 19.750 Scheidsrechters: Lah, Sok (SLO) |
| 20 januari 2024 18:00 | 3× 4×     | verslag | 1× 6×           | Lanxess Arena, Keulen Toeschouwers: 19.750 Scheidsrechters: Lah, Sok (SLO) |

| 20 januari 2024 20:30 | Duitsland | 22–22   | Oostenrijk | Lanxess Arena, Keulen Toeschouwers: 19.750 Scheidsrechters: Kurtagic, Wetterwik (SWE) |
| 20 januari 2024 20:30 | Knorr 6   | (11–12) | Bilyk 5    | Lanxess Arena, Keulen Toeschouwers: 19.750 Scheidsrechters: Kurtagic, Wetterwik (SWE) |
| 20 januari 2024 20:30 | 1× 3×     | verslag | 1× 3×      | Lanxess Arena, Keulen Toeschouwers: 19.750 Scheidsrechters: Kurtagic, Wetterwik (SWE) |

| 22 januari 2024 15:30 | Kroatië   | 30–35   | IJsland   | Lanxess Arena, Keulen Toeschouwers: 19.750 Scheidsrechters: D. Martins, R. Martins (POR) |
| 22 januari 2024 15:30 | Jelinić 6 | (18–16) | Elísson 8 | Lanxess Arena, Keulen Toeschouwers: 19.750 Scheidsrechters: D. Martins, R. Martins (POR) |
| 22 januari 2024 15:30 | 5×        | verslag | 1×        | Lanxess Arena, Keulen Toeschouwers: 19.750 Scheidsrechters: D. Martins, R. Martins (POR) |

| 22 januari 2024 18:00 | Frankrijk       | 33–28   | Oostenrijk       | Lanxess Arena, Keulen Toeschouwers: 19.750 Scheidsrechters: Horáček, Novotný (CZE) |
| 22 januari 2024 18:00 | Fabregas, Mem 7 | (15–16) | Bilyk, Hutecek 6 | Lanxess Arena, Keulen Toeschouwers: 19.750 Scheidsrechters: Horáček, Novotný (CZE) |
| 22 januari 2024 18:00 | 2×              | verslag | 4×               | Lanxess Arena, Keulen Toeschouwers: 19.750 Scheidsrechters: Horáček, Novotný (CZE) |

| 22 januari 2024 20:30 | Duitsland | 35–28   | Hongarije       | Lanxess Arena, Keulen Toeschouwers: 19.750 Scheidsrechters: Jørum, Kleven (NOR) |
| 22 januari 2024 20:30 | Köster 8  | (18–17) | Ancsin, Rosta 6 | Lanxess Arena, Keulen Toeschouwers: 19.750 Scheidsrechters: Jørum, Kleven (NOR) |
| 22 januari 2024 20:30 | 3×        | verslag | 1×              | Lanxess Arena, Keulen Toeschouwers: 19.750 Scheidsrechters: Jørum, Kleven (NOR) |

| 24 januari 2024 15:30 | Oostenrijk | 24–26   | IJsland      | Lanxess Arena, Keulen Toeschouwers: 19.750 Scheidsrechters: Pavićević, Ražnatović (MNE) |
| 24 januari 2024 15:30 | Wagner 7   | (8–14)  | Guðjónsson 8 | Lanxess Arena, Keulen Toeschouwers: 19.750 Scheidsrechters: Pavićević, Ražnatović (MNE) |
| 24 januari 2024 15:30 | 3×         | verslag | 1× 4× 1×     | Lanxess Arena, Keulen Toeschouwers: 19.750 Scheidsrechters: Pavićević, Ražnatović (MNE) |

| 24 januari 2024 18:00 | Frankrijk | 35–32   | Hongarije        | Lanxess Arena, Keulen Toeschouwers: 19.750 Scheidsrechters: Lah, Sok (SLO) |
| 24 januari 2024 18:00 | Remili 7  | (20–18) | Bánhidi, Rosta 5 | Lanxess Arena, Keulen Toeschouwers: 19.750 Scheidsrechters: Lah, Sok (SLO) |
| 24 januari 2024 18:00 | 1× 3×     | verslag | 3×               | Lanxess Arena, Keulen Toeschouwers: 19.750 Scheidsrechters: Lah, Sok (SLO) |

| 24 januari 2024 20:30 | Duitsland        | 24–30   | Kroatië   | Lanxess Arena, Keulen Toeschouwers: 19.750 Scheidsrechters: Marín, García (ESP) |
| 24 januari 2024 20:30 | Golla, Heymann 4 | (14–13) | Karačić 6 | Lanxess Arena, Keulen Toeschouwers: 19.750 Scheidsrechters: Marín, García (ESP) |
| 24 januari 2024 20:30 | 1× 2×            | verslag | 3×        | Lanxess Arena, Keulen Toeschouwers: 19.750 Scheidsrechters: Marín, García (ESP) |

### Group II
| Pos | Team       | Wed | W | G | V | Ptn | DV  | DT  | +/− | Kwalificatie              |
| --- | ---------- | --- | - | - | - | --- | --- | --- | --- | ------------------------- |
| 1   | Denemarken | 5   | 4 | 0 | 1 | 8   | 158 | 132 | +26 | Halve finales             |
| 2   | Zweden     | 5   | 3 | 0 | 2 | 6   | 147 | 144 | +3  | Halve finales             |
| 3   | Slovenië   | 5   | 3 | 0 | 2 | 6   | 145 | 147 | −2  | Wedstrijd om de 5e plaats |
| 4   | Portugal   | 5   | 2 | 1 | 2 | 5   | 163 | 172 | −9  |                           |
| 5   | Noorwegen  | 5   | 2 | 0 | 3 | 4   | 150 | 149 | +1  |                           |
| 6   | Nederland  | 5   | 0 | 1 | 4 | 1   | 154 | 173 | −19 |                           |

| 17 januari 2024 15:30 | Noorwegen | 32–37   | Portugal  | Barclaycard Arena, Hamburg Toeschouwers: 8.707 Scheidsrechters: Schulze, Tönnies (GER) |
| 17 januari 2024 15:30 | Blonz 7   | (15–18) | Portela 8 | Barclaycard Arena, Hamburg Toeschouwers: 8.707 Scheidsrechters: Schulze, Tönnies (GER) |
| 17 januari 2024 15:30 | 2×        | verslag | 2×        | Barclaycard Arena, Hamburg Toeschouwers: 8.707 Scheidsrechters: Schulze, Tönnies (GER) |

| 17 januari 2024 18:00 | Denemarken | 39–27   | Nederland   | Barclaycard Arena, Hamburg Toeschouwers: 9.568 Scheidsrechters: C. Bonaventura, J. Bonaventura (FRA) |
| 17 januari 2024 18:00 | Gidsel 9   | (18–17) | Ten Velde 8 | Barclaycard Arena, Hamburg Toeschouwers: 9.568 Scheidsrechters: C. Bonaventura, J. Bonaventura (FRA) |
| 17 januari 2024 18:00 | 1×         | verslag | 6×          | Barclaycard Arena, Hamburg Toeschouwers: 9.568 Scheidsrechters: C. Bonaventura, J. Bonaventura (FRA) |

| 17 januari 2024 20:30 | Slovenië | 22–28   | Zweden   | Barclaycard Arena, Hamburg Toeschouwers: 9.933 Scheidsrechters: Marín, García (ESP) |
| 17 januari 2024 20:30 | Vlah 7   | (7–11)  | Pellas 8 | Barclaycard Arena, Hamburg Toeschouwers: 9.933 Scheidsrechters: Marín, García (ESP) |
| 17 januari 2024 20:30 | 2×       | verslag | 1× 3×    | Barclaycard Arena, Hamburg Toeschouwers: 9.933 Scheidsrechters: Marín, García (ESP) |

| 19 januari 2024 15:30 | Slovenië    | 30–33   | Portugal    | Barclaycard Arena, Hamburg Toeschouwers: 13.376 Scheidsrechters: C. Bonaventura, J. Bonaventura (FRA) |
| 19 januari 2024 15:30 | Mačkovšek 7 | (17–18) | M. Costa 11 | Barclaycard Arena, Hamburg Toeschouwers: 13.376 Scheidsrechters: C. Bonaventura, J. Bonaventura (FRA) |
| 19 januari 2024 15:30 | 1× 3×       | verslag | 2×          | Barclaycard Arena, Hamburg Toeschouwers: 13.376 Scheidsrechters: C. Bonaventura, J. Bonaventura (FRA) |

| 19 januari 2024 18:00 | Noorwegen      | 35–32   | Nederland   | Barclaycard Arena, Hamburg Toeschouwers: 13.376 Scheidsrechters: Pavićević, Ražnatović (MNE) |
| 19 januari 2024 18:00 | vier spelers 6 | (16–18) | Ten Velde 8 | Barclaycard Arena, Hamburg Toeschouwers: 13.376 Scheidsrechters: Pavićević, Ražnatović (MNE) |
| 19 januari 2024 18:00 | 4×             | verslag | 3×          | Barclaycard Arena, Hamburg Toeschouwers: 13.376 Scheidsrechters: Pavićević, Ražnatović (MNE) |

| 19 januari 2024 20:30 | Denemarken | 28–27   | Zweden  | Barclaycard Arena, Hamburg Toeschouwers: 13.376 Scheidsrechters: Horáček, Novotný (CZE) |
| 19 januari 2024 20:30 | Gidsel 10  | (17–15) | Wanne 9 | Barclaycard Arena, Hamburg Toeschouwers: 13.376 Scheidsrechters: Horáček, Novotný (CZE) |
| 19 januari 2024 20:30 | 4×         | verslag | 5×      | Barclaycard Arena, Hamburg Toeschouwers: 13.376 Scheidsrechters: Horáček, Novotný (CZE) |

| 21 januari 2024 15:30 | Slovenië       | 37–34   | Nederland      | Barclaycard Arena, Hamburg Toeschouwers: 13.376 Scheidsrechters: Schulze, Tönnies (GER) |
| 21 januari 2024 15:30 | drie spelers 6 | (19–13) | Versteijnen 15 | Barclaycard Arena, Hamburg Toeschouwers: 13.376 Scheidsrechters: Schulze, Tönnies (GER) |
| 21 januari 2024 15:30 | 3×             | verslag | 1× 2×          | Barclaycard Arena, Hamburg Toeschouwers: 13.376 Scheidsrechters: Schulze, Tönnies (GER) |

| 21 januari 2024 18:00 | Zweden    | 40–33   | Portugal   | Barclaycard Arena, Hamburg Toeschouwers: 13.376 Scheidsrechters: Nikolov, Nachevski (MKD) |
| 21 januari 2024 18:00 | Pellas 10 | (19–15) | M. Costa 8 | Barclaycard Arena, Hamburg Toeschouwers: 13.376 Scheidsrechters: Nikolov, Nachevski (MKD) |
| 21 januari 2024 18:00 | 4×        | verslag | 2×         | Barclaycard Arena, Hamburg Toeschouwers: 13.376 Scheidsrechters: Nikolov, Nachevski (MKD) |

| 21 januari 2024 20:30 | Noorwegen | 23–29   | Denemarken     | Barclaycard Arena, Hamburg Scheidsrechters: Marín, García (ESP) |
| 21 januari 2024 20:30 | Blonz 5   | verslag | drie spelers 5 | Barclaycard Arena, Hamburg Scheidsrechters: Marín, García (ESP) |
| 21 januari 2024 20:30 | 1×        |         | 2×             | Barclaycard Arena, Hamburg Scheidsrechters: Marín, García (ESP) |

| 23 januari 2024 15:30 | Nederland   | 33–33   | Portugal          | Barclaycard Arena, Hamburg Toeschouwers: 8.868 Scheidsrechters: Madsen, Hansen (DEN) |
| 23 januari 2024 15:30 | Ten Velde 7 | (17–15) | M. Costa, Frade 8 | Barclaycard Arena, Hamburg Toeschouwers: 8.868 Scheidsrechters: Madsen, Hansen (DEN) |
| 23 januari 2024 15:30 | 1× 2×       | verslag | 2×                | Barclaycard Arena, Hamburg Toeschouwers: 8.868 Scheidsrechters: Madsen, Hansen (DEN) |

| 23 januari 2024 18:00 | Slovenië | 28–25   | Denemarken              | Barclaycard Arena, Hamburg Toeschouwers: 9.016 Scheidsrechters: Kurtagic, Wetterwik (SWE) |
| 23 januari 2024 18:00 | Horžen 6 | (17–14) | Jørgensen, Kirkeløkke 6 | Barclaycard Arena, Hamburg Toeschouwers: 9.016 Scheidsrechters: Kurtagic, Wetterwik (SWE) |
| 23 januari 2024 18:00 | 1× 3×    | verslag | 2×                      | Barclaycard Arena, Hamburg Toeschouwers: 9.016 Scheidsrechters: Kurtagic, Wetterwik (SWE) |

| 23 januari 2024 20:30 | Noorwegen | 33–23   | Zweden    | Barclaycard Arena, Hamburg Toeschouwers: 9.031 Scheidsrechters: C. Bonaventura, J. Bonaventura (FRA) |
| 23 januari 2024 20:30 | Blonz 11  | (15–12) | Sandell 4 | Barclaycard Arena, Hamburg Toeschouwers: 9.031 Scheidsrechters: C. Bonaventura, J. Bonaventura (FRA) |
| 23 januari 2024 20:30 | 1×        | verslag | 6×        | Barclaycard Arena, Hamburg Toeschouwers: 9.031 Scheidsrechters: C. Bonaventura, J. Bonaventura (FRA) |

## Knock-outfase

### Schema
|  | Halve finale   | Halve finale |                |        | Finale | Finale |
|  |                |              |                |        |        |        |
|  | 26 januari     |              |                |        |        |        |
|  |                |              |                |        |        |        |
|  | Frankrijk (ET) | 27 (7)       |                |        |        |        |
|  | Frankrijk (ET) | 27 (7)       | 28 januari     |        |        |        |
|  | Zweden         | 27 (3)       |                |        |        |        |
|  | Zweden         | 27 (3)       | Frankrijk (ET) | 27 (6) |        |        |
|  | 26 januari     |              | Frankrijk (ET) | 27 (6) |        |        |
|  |                | Denemarken   | 27 (4)         |        |        |        |
|  | Duitsland      | Denemarken   | 27 (4)         | 26     |        |        |
|  | Duitsland      |              |                | 26     |        |        |
|  | Denemarken     | 29           |                |        |        |        |
|  | Denemarken     | 29           | Troostfinale   |        |        |        |
|  |                |              |                |        |        |        |
|  | 28 januari     |              |                |        |        |        |
|  |                |              |                |        |        |        |
|  | Zweden         | 34           |                |        |        |        |
|  | Zweden         | 34           |                |        |        |        |
|  | Duitsland      | 31           |                |        |        |        |

### Halve finales
| 26 januari 2024 17:45 | Frankrijk                           | 34–30 (n.V.) | Zweden  | Lanxess Arena, Keulen Toeschouwers: 19.750 Scheidsrechters: Nikolov, Nachevski (MKD) |
| 26 januari 2024 17:45 | Descat 8                            | (17–11)      | Claar 9 | Lanxess Arena, Keulen Toeschouwers: 19.750 Scheidsrechters: Nikolov, Nachevski (MKD) |
| 26 januari 2024 17:45 | 4×                                  | verslag      | 1×      | Lanxess Arena, Keulen Toeschouwers: 19.750 Scheidsrechters: Nikolov, Nachevski (MKD) |
| 26 januari 2024 17:45 | Regulier: 27–27 Verlenging(en): 7–3 |              |         | Lanxess Arena, Keulen Toeschouwers: 19.750 Scheidsrechters: Nikolov, Nachevski (MKD) |

| 26 januari 2024 20:30 | Duitsland | 26–29   | Denemarken     | Lanxess Arena, Keulen Toeschouwers: 19.750 Scheidsrechters: Lah, Sok (SLO) |
| 26 januari 2024 20:30 | Uščins 5  | (14–12) | drie spelers 5 | Lanxess Arena, Keulen Toeschouwers: 19.750 Scheidsrechters: Lah, Sok (SLO) |
| 26 januari 2024 20:30 | 2× 3×     | verslag | 4×             | Lanxess Arena, Keulen Toeschouwers: 19.750 Scheidsrechters: Lah, Sok (SLO) |

### Wedstrijd om de 5e plaats
| 26 januari 2024 15:00 | Hongarije | 23–22   | Slovenië       | Lanxess Arena, Keulen Toeschouwers: 19.750 Scheidsrechters: Schulze, Tönnies (GER) |
| 26 januari 2024 15:00 | Lékai 5   | (12–13) | drie spelers 4 | Lanxess Arena, Keulen Toeschouwers: 19.750 Scheidsrechters: Schulze, Tönnies (GER) |
| 26 januari 2024 15:00 | 4× 1×     | verslag | 2×             | Lanxess Arena, Keulen Toeschouwers: 19.750 Scheidsrechters: Schulze, Tönnies (GER) |

### Troostfinale
| 28 januari 2024 15:00 | Zweden  | 34–31   | Duitsland | Lanxess Arena, Keulen Toeschouwers: 19.750 Scheidsrechters: Pavićević, Ražnatović (MNE) |
| 28 januari 2024 15:00 | Claar 8 | (18–12) | Uščins 8  | Lanxess Arena, Keulen Toeschouwers: 19.750 Scheidsrechters: Pavićević, Ražnatović (MNE) |
| 28 januari 2024 15:00 | 3×      | verslag |           | Lanxess Arena, Keulen Toeschouwers: 19.750 Scheidsrechters: Pavićević, Ražnatović (MNE) |

### Finale
| 28 januari 2024 17:45 | Frankrijk                           | 33–31 (n.V.) | Denemarken | Lanxess Arena, Keulen Toeschouwers: 19.750 Scheidsrechters: Marín, García (ESP) |
| 28 januari 2024 17:45 | Fabregas 8                          | (14–14)      | Hansen 9   | Lanxess Arena, Keulen Toeschouwers: 19.750 Scheidsrechters: Marín, García (ESP) |
| 28 januari 2024 17:45 | 2× 4×                               | verslag      | 1× 3×      | Lanxess Arena, Keulen Toeschouwers: 19.750 Scheidsrechters: Marín, García (ESP) |
| 28 januari 2024 17:45 | Regulier: 27–27 Verlenging(en): 6–4 |              |            | Lanxess Arena, Keulen Toeschouwers: 19.750 Scheidsrechters: Marín, García (ESP) |

## Eindrangschikking
| Rang | Ploeg                 |
| ---- | --------------------- |
|      | Frankrijk             |
|      | Denemarken            |
|      | Zweden                |
| 4    | Duitsland             |
| 5    | Hongarije             |
| 6    | Slovenië              |
| 7    | Portugal              |
| 8    | Oostenrijk            |
| 9    | Noorwegen             |
| 10   | IJsland               |
| 11   | Kroatië               |
| 12   | Nederland             |
| 13   | Spanje                |
| 14   | Montenegro            |
| 15   | Tsjechië              |
| 16   | Polen                 |
| 17   | Noord-Macedonië       |
| 18   | Georgië               |
| 19   | Servië                |
| 20   | Faeröer               |
| 21   | Zwitserland           |
| 22   | Roemenië              |
| 23   | Griekenland           |
| 24   | Bosnië en Herzegovina |

| Europees kampioen mannen 2024 · Frankrijk · 4e titel Selectie: Samir Bellahcene, Yanis Lenne, Nedim Remili, Elohim Prandi, Melvyn Richardson, Dika Mem, Nicolas Tournat, Nikola Karabatić, Kentin Mahé, Charles Bolzinger, Timothey N'Guessan, Luka Karabatic, Ludovic Fabregas, Hugo Descat, Valentin Porte, Benoît Kounkoud, Dylan Nahi, Karl Konan, Rémi Desbonnet. · Bondscoach: Guillaume Gille |

|  | Gekwalificeerd voor de Olympische Spelen 2024 |